# Netomocera ramakrishnai
Netomocera ramakrishnai (лат.) — вид паразитических наездников из семейства Pteromalidae (Chalcidoidea) отряда перепончатокрылые насекомые, в составе подсемейства Diparinae. Азия (Индия, Россия-Камчатка, Тайвань, Япония).

## Описание
Мелкие хальцидоидные наездники с коренастым телом. Длина самок от 1,6 до 2,4 мм (самцы от 1,0 до 2,3 мм). Основная окраска чёрная желтовато-бурая. Отличаются выступающим апикальным краем клипеуса, чёрной головой и буроватыми грудью и брюшком, более светлыми конечностями. Формула члеников усиков: 1-1-1-7-3. Жгутик усика самок булавовидный с асимметричной булавой; петиоль широкий субквадратный. Самки брахиптерные и макроптерные. Первый тергит крупный, занимает как минимум половину длины брюшка. Хозяева неизвестны, предположительно ими являются личинки насекомых.

## Систематика
Вид Netomocera был впервые описан в 2010 году, а его валидный статус подтверждён в ходе ревизии, проведённой в 2019 году румынским энтомологом Mircea-Dan Mitroiu («Alexandru Ioan Cuza» University of Iași, Faculty of Biology, Яссы, Румыния). Вид Netomocera ramakrishnai сходен с Netomocera calicutensis и Netomocera minuta. Видовое название N. ramakrishnai дано в честь Dr. Ramakrishna (Zoological Survey of India, Калькутта, Индия).